# Paul Harris (basket-ball)
Pour les articles homonymes, voir Paul Harris.
Paul Harris, né le 15 octobre 1986, à Niagara Falls, dans l'État de New York, est un joueur américain de basket-ball. Il évolue au poste d'ailier.

## Carrière
Le 16 août 2013, il part en France et signe au SLUC Nancy.
Le 13 juin 2014, il signe en Turquie, au Royal Hali Gaziantep. Le 3 septembre 2014, il quitte Gaziantep et signe au Talk 'N Text aux Philippines.
Le 20 décembre 2014, il revient en France pour renforcer le BCM Gravelines.
Le 1er juillet 2015, il signe en Turquie, à l'Uşak Sportif.
Le 12 juillet 2016, il part aux Philippines où il signe aux Barangay Ginebra Kings. Le 9 novembre 2016, il quitte le club et signe en Italie au Vanoli Crémone.
Le 17 octobre 2017, Paul Harris signe en Turquie au Trabzonspor BK.
Le 26 janvier 2019, sans club depuis le début de la saison 2018-2019, il signe, en tant que pigiste médical de Jeffrey Crockett, à l'ESSM Le Portel en Jeep Élite.